# Impardonnable (film, 2021)
Pour les articles homonymes, voir Impardonnable.
Pour plus de détails, voir Fiche technique et Distribution.
Impardonnable (The Unforgivable) est un film américano-germano-britannique réalisé par Nora Fingscheidt, sorti en 2021 sur Netflix. Il s'agit de l'adaptation de la mini-série britannique Unforgiven (en), créée par Sally Wainwright.

## Fiche technique
Sauf indication contraire, les informations mentionnées dans cette section peuvent être confirmées par les bases de données cinématographiques IMDb et Allociné,  présentes dans la section « Liens externes ».
- Titre original : The Unforgivable
- Titre français : Impardonnable
- Réalisation : Nora Fingscheidt
- Scénario : Peter Craig, Hillary Seitz et Courtenay Miles, d'après la mini-série Unforgiven (en) de Sally Wainwright
- Musique : Hans Zimmer et David Fleming
- Décors : Kim Jennings et Shannon Gottlieb
- Costumes : Alex Bovaird
- Photographie : Guillermo Navarro
- Montage : Stephan Bechinger
- Production : Sandra Bullock, Veronica Ferres, Graham Kinget Leigh Shanta
- Production déléguée : Nan Morales, Nicola Shindler, Colin Vaines et Sally Wainwright
- Sociétés de production : GK Films, Construction Film, Fortis Films et Red Production Company
- Société de distribution : Netflix
- Pays de production :  États-Unis,  Royaume-Uni,  Allemagne
- Langue originale : anglais
- Genre : drame, thriller
- Durée : 112 minutes
- Date de sortie :
  - Monde : 10 décembre 2021 (sur Netflix)

## Distribution
Sauf indication contraire, les informations mentionnées dans cette section peuvent être confirmées par les bases de données cinématographiques IMDb et Allociné,  présentes dans la section « Liens externes ».
- Sandra Bullock (VF : Françoise Cadol) : Ruth Slater
- Rob Morgan (VF : Bruno Henry) : Vincent Cross, contrôleur judiciaire de Ruth
- Jon Bernthal (VF : Jérôme Pauwels) : Blake
- Vincent D'Onofrio (VF : Thierry Buisson) : John Ingram, avocat, occupant la maison saisie après le meurtre
- Viola Davis (VF : Virginie Emane) : Liz Ingram, épouse de John
- Aisling Franciosi (VF : Clara Soares) : Katherine Malcolm, sœur de Ruth
- Richard Thomas (VF : Éric Legrand) : Michael Malcolm, père adoptif de Katherine
- Linda Emond (VF : Josiane Pinson) :  Rachel Malcom, son épouse
- Emma Nelson (VF : Adeline Chetail) : Emily Malcolm, fille biologique des Malcolm
- Will Pullen (VF : Thibaut Lacour) : Steve Whelan, fils aîné du shérif tué
- Thomas Guiry (VF : Thierry D'Armor) : Keith Whelan, son frère cadet
- Jessica McLeod : Hannah Whelan
- Andrew Francis : Corey

## Production

### Développement
En août 2010, il est révélé que Graham King va produire Unforgiven, adaptation cinématographique de la mini-série britannique Unforgiven (en), créée par Sally Wainwright et diffusée en 2009. Christopher McQuarrie est chargé d'écrire le scénario, alors qu'Angelina Jolie est envisagée pour le rôle principal,.
En novembre 2011, Scott Frank est engagé comme scénariste et réalisateur, car Christopher McQuarrie est trop occupé par Jack Reacher,.
En juin 2013, il est finalement annoncé que Christopher McQuarrie revient sur le projet, comme réalisateur, scénariste et producteur,.

### Distribution des rôles
En novembre 2019, Sandra Bullock est annoncée dans le rôle principal du film. Elle participe également à la production avec sa société Fortis Films. Veronica Ferres produit également via sa société, Construction Film. Nora Fingscheidt remplace finalement Christopher McQuarrie à la réalisation, alors que le film sera distribué par Netflix,. En décembre, Viola Davis, Aisling Franciosi et Rob Morgan rejoignent la distribution.
En février 2020, Vincent D'Onofrio, Jon Bernthal, Richard Thomas, Linda Emond et Emma Nelson sont annoncés.

### Tournage
Le tournage débute à Vancouver le 3 février 2020,,. Le directeur de la photographie Guillermo Navarro utilise des caméras RED Helium et des objectifs Arri Ultra Prime, qu'il avait utilisés pour Le Voyage du Docteur Dolittle. Mi-mars, le tournage est interrompu en raison de la pandémie de Covid-19,. Les prises de vues reprennent début septembre et s'achèvent le 15 octobre de la même année.
Impardonnable est l'un des premiers films tournés dans les Canadian Motion Picture Park Studios (en) à Burnaby dans la région du District régional du Grand Vancouver, où Netflix s'était récemment établi.